# Система екологічного управління
Систе́ма екологі́чного управлі́ння — сукупність організаційної структури, діяльності та відповідних ресурсів і методів для формування, здійснення, аналізу і актуалізації екологічної політики.
Впровадження системи екологічного управління дає підприємству ряд переваг:
- цілеспрямованому зменшенню обсягів матеріальних та енергетичних ресурсів, що споживаються, відходів виробництва і, відповідно, розмірів платежів за них;
- зменшенню захворювань та впливу на генофонд;
- зменшенню ризику відповідальності за забруднення;
- формуванню довіри населення до підприємства;
- врегулюванню відносин з громадськістю, місцевою владою та підвищенню іміджу підприємства;
- залученню інвестицій;
- отриманню переваг над конкурентами під час участі у конкурсах і тендерах;
- підвищенню авторитету серед кредитних організацій.

На сьогодні в Україні сертифіковано лише 55 СЕУ.